# حق مخصوص من
حق مخصوص من (به انگلیسی:My Prerogative) نام آهنگی از خواننده و آهنگ‌ساز پاپ آمریکایی بریتنی اسپیرز است که به عنوان اولین تک آهنگ از آلبوم بهترین آهنگ‌ها: حق مخصوص من در تاریخ ۲۱ سپتامبر ۲۰۰۴ به فرمت دیجیتال دانلود به بازار عرضه شد.
تهیه‌کنندگی کار بر عهدهٔ تیم سوئدی بلادشی و اونت (تیمی که تهیه‌کنندگی ترانه زهرآگین را بر عهده داشت) بود. متن این ترانه در مورد ویژگی‌های قابل تغییر در زن است. این ترانه مقام اول را در ایرلند، ایتالیا، نروژ و فنلاند را بدست آورد.